# 盛岡冷麺
盛岡冷麺（もりおかれいめん）は、岩手県盛岡市の名物麺料理。朝鮮半島の伝統料理・冷麺がアレンジされたものである。わんこそば、じゃじゃ麺と並んで「盛岡三大麺」と称されている。盛岡では一般的に「冷麺」というと盛岡冷麺を指すことが多く、主に焼肉店での定番として供される。公正取引委員会が承認する特産・名産麺料理10品目の中で唯一の冷製専用品目である。

## 特徴
冷麺はスパゲッティなどのパスタと同様に生地を押し出し機に仕込み、上から強い力を加え、麺の太さに合わせた穴から押し出して作られる。この際、麺が高温になりアルファ化するために強いコシがもたらされる。この押し出し麺という製法を盛岡冷麺も受け継いでいるが、盛岡冷麺は生地に小麦粉と澱粉を使うことが特徴である。だが、その後の製品開発により、非押し出し製法である混練法で冷麺を製麺している製麺所も存在する。
盛岡冷麺は付け合わせ（口直し）として果物が載せられる場合が多い。リンゴ、スイカ、梨など季節ごとに旬の素材を用いるのが一般的である。
また、盛岡で冷麺の辛みとして合わせるキムチは主に白菜キムチではなく大根キムチであり、カクテキと表す方が適切である。殆どの店では辛みの程度を数段階（辛みなし、弱、中、強）から選べるが、冷麺とは別の皿で出させる別辛を選ぶ者も多い。

## 歴史

### 起源

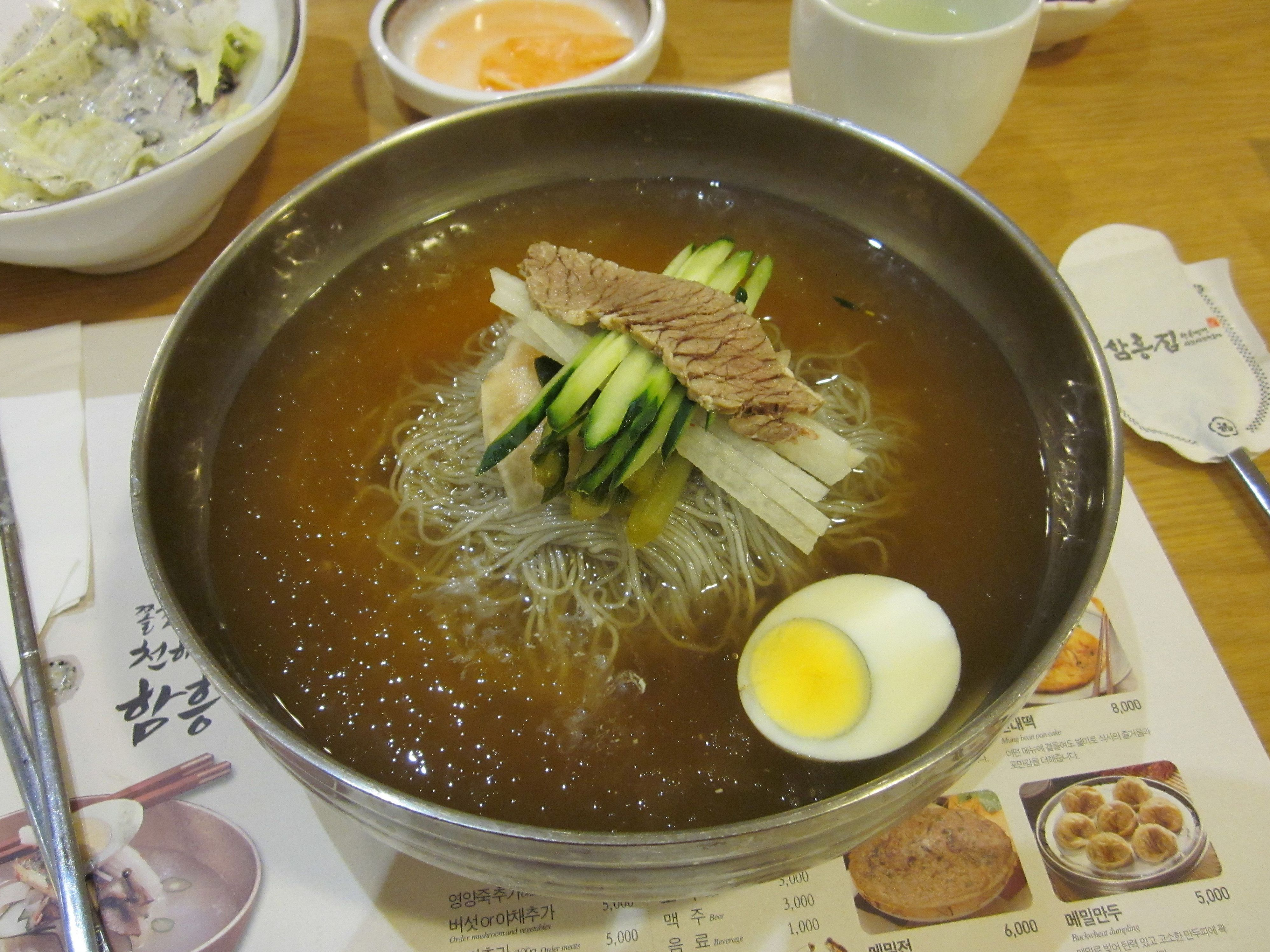
盛岡冷麺の原型となった、汁麺タイプの咸興冷麺。そば粉主体の麺は灰色を帯びる

朝鮮半島北部（現・北朝鮮）の咸興生まれの在日朝鮮人1世の青木輝人（朝鮮名：楊龍哲（よう りゅうてつ、ヤン・ヨンチョル：양용철））が、1954年（昭和29年）5月に盛岡でテーブル4つの「食道園」を開業し、店で出したのが最初である。トンチミ（冬沈、大根の水キムチ）冷麺がベース。料理人としてのプロの技術を持たなかった楊は、自分が子供のころに食べた咸興の冷麺を独力で再現しようとした。

### 麺の改良
楊の出身地・咸興の冷麺は、麺と具をヤンニョム（唐辛子たれ）で和えた汁なしの ピビㇺレンミョンが有名だが、咸興冷麺にもユッス（肉の出汁）を注いだ汁麺タイプもあった。楊は自分が好きだった汁麺タイプの咸興冷麺を自分の店で提供した。しかしコシの強い麺や辛いキムチは当時馴染みが薄く、特に麺は「ゴムを食べているようだ」などとまったく受け入れられなかった。
なお咸興冷麺の麺は、蕎麦粉入りのため灰色を帯びる。この色合いを「食欲をそそる見た目ではない」と感じた楊は麺の生地を蕎麦粉から小麦粉に変え、麺の見た目を白くする。一方、ジャガイモのでんぷん を使ったコシの強い麺や、キムチのトッピング、牛骨ダシ中心の濃厚なスープという「故郷の味の3要素」は守り続けた。ここに「盛岡冷麺」の基本形が完成したといわれる。ただし楊自身は、「盛岡冷麺」でも「咸興冷麺」でもなく「平壌冷麺」という看板を掲げ続けた。平壌の方が大きな街で有名だから、平壌を名乗ったという。

### 「盛岡冷麺」の誕生と全国的展開
やがて1979年（昭和54年）に開業した「焼肉ガーデン ペコ＆ペコ」（2001年閉店）は、テレビ・ラジオ・市内映画館などのメディア広告を使い「冷麺」を宣伝し、この宣伝がヒットして「冷麺」は岩手県内に知れ渡ることとなった。「ペコ＆ペコ」では「平壌冷麺」ではなく、単に「冷麺」と呼称していた。
「盛岡冷麺」の名称を市内の店で初めて使用したのは、1987年（昭和62年）に「ぴょんぴょん舎」を創業した在日2世の邊龍雄（へん りゅうゆう、ピョン・ヨンウン）である。1986年（昭和61年）10月に盛岡で開かれた「日本めんサミット」に出店した際、運営を担当していた盛岡市職員の田口善政がこう勧めたという。
「盛岡冷麺」という名称は当初、在日のコミュニティーからは「故郷の味を安売りするもの」「祖国の食文化を日本に売り渡す」と猛反発を受けた。が、これを機に徐々に「盛岡冷麺」の名が市民に浸透し始め、全国的にも盛岡の名物として知られるようになる。邊をはじめ、楊を追って冷麺をつくり始めた店では、それぞれが独自の試行錯誤を繰り返し、盛岡冷麺の味は次第に日本人の味覚に合ったものに変化しつつある。
こうした「盛岡冷麺」誕生と浸透の経緯は、1993年（平成5年）に朝日新聞岩手版に小西正人記者によって連載された記事「冷麺物語　日本と朝鮮・韓国の間に横たわるもの」で初めて詳細に明らかにされた。連載記事は2007年（平成19年）に「盛岡冷麺物語」（リエゾンパブリッシング刊）として書籍化された。その後、この記事をベースにしたTV番組「ザ・ルーツ　俺たちの盛岡冷麺」が、2009年（平成21年）3月、岩手朝日テレビで放送されている。
2000年（平成12年）4月からは、讃岐うどん、札幌ラーメン、長崎ちゃんぽん、沖縄そばなどと同様に、公正取引委員会が「盛岡冷麺」の生麺に対して「特産」･「名産」表示を認め、盛岡冷麺は "本場" として認定された。

## 朝鮮半島の冷麺との違い
- 平壌冷麺との違い
  - 平壌冷麺の麺は蕎麦粉が主体だが、盛岡冷麺の麺はジャガイモのでんぷん中心で、透明感がある。
  - 平壌冷麺の麺は細く、盛岡冷麺ほどのコシの強さはない。
- 咸興冷麺との違い
  - 咸興には、唐辛子だれで和える汁なしのピビム（ビビン、混ぜる）冷麺と、トンチミ（大根の水キムチ）の汁をスープにする水（ムル）冷麺とがある。水冷麺は辛くない。
  - 盛岡冷麺のコシの強さは、咸興冷麺に近い。現在の咸興冷麺の麺は、麺作製機の発達により細いものに変わっている。だが盛岡冷麺は昔ながらの麺の太さを保っている。

端的に言えば、盛岡冷麺は咸興の水冷麺に、キムチという形でピビム冷麺の辛さを加えたものだといえる。
- 参考文献
  - 小西正人『盛岡冷麺物語』リエゾンパブリッシング、2007年12月、ISBN 4903165019